# Gosen Cup 2012
Il Gosen Cup 2012 è stato un torneo di tennis facente parte della categoria ITF Women's Circuit nell'ambito dell'ITF Women's Circuit 2012. Il torneo si è giocato a Makinohara in Giappone dal 15 al  21 ottobre 2012 su campi in erba e aveva un montepremi di $25,000.

## Vincitori

### Singolare
Alexa Glatch ha battuto in finale  Monique Adamczak con il punteggio di 6–3, 6–4

### Doppio
Eri Hozumi /  Miyu Katō hanno battuto in finale  Monique Adamczak /  Caroline Garcia con il punteggio di 7–6(6), 6–3